# Zawojacin
Zawojacin (biał. Заваяцін, Zawajacin; ros. Завоятин, Zawojatin) – wieś na Białorusi, w obwodzie brzeskim, w rejonie janowskim, w sielsowiecie Horbacha.

## Historia
W dwudziestoleciu międzywojennym leżał w Polsce, w województwie poleskim, w powiecie drohickim, do 18 kwietnia 1928 w gminie Worocewicze, następnie w gminie Janów. W 1921 miejscowość liczyła 11 mieszkańców, zamieszkałych w 4 budynkach, w tym 8 Polaków i 3 tutejszych. Wszyscy oni byli  wyznania prawosławnego.
Po II wojnie światowej w granicach Związku Sowieckiego. Od 1991 w niepodległej Białorusi.